# Бобслей на зимних Олимпийских играх 2018
Соревнования по бобслею на зимних Олимпийских играх 2018 года в Пхёнчхане прошли с 18 по 25 февраля в центре санных видов спорта «Альпензия», расположенном в курорте Альпензия, вблизи посёлка Дэквалъмьён.
В рамках соревнований было разыграно 3 комплекта наград. Сразу в обеих мужских дисциплинах случилось разделение медалей: в двойках золото с одинаковым до сотой доли секунды результатом поделили команды Германии и Канады, а в заездах четвёрок также с абсолютно одинаковым результатом серебро поделили команды Республики Корея и Германии.

## Медали

### Общий зачёт
Жирным шрифтом выделено самое большое количество медалей в своей категории
| Общее количество медалей |                  |        |         |        |       |
| Место                    | Страна           | Золото | Серебро | Бронза | Всего |
| 1                        | Германия         | 3      | 1       | 0      | 4     |
| 2                        | Канада           | 1      | 0       | 1      | 2     |
| 3                        | Республика Корея | 0      | 1       | 0      | 1     |
| 3                        | США              | 0      | 1       | 0      | 1     |
| 5                        | Латвия           | 0      | 0       | 1      | 1     |
| Всего                    | Всего            | 4      | 3       | 2      | 9     |

### Медалисты

#### Мужчины
| Дисциплина             | Золото                                                                        | Серебро                                                                 | Бронза                                  |
| Двойки см. подробнее   | Канада · Джастин Криппс · Александр Копач                                     | не присуждалось                                                         | Латвия · Оскар Мелбардис · Янис Стренга |
| Двойки см. подробнее   | Германия · Франческо Фридрих · Торстен Маргис                                 | не присуждалось                                                         | Латвия · Оскар Мелбардис · Янис Стренга |
| Четвёрки см. подробнее | Германия · Франческо Фридрих · Канди Бауэр · Мартин Гроткопп · Торстен Маргис | Республика Корея · Вон Юн Чжон · Со Ён У · Чон Джон Лин · Ким Дон Хён   | не присуждалась                         |
| Четвёрки см. подробнее | Германия · Франческо Фридрих · Канди Бауэр · Мартин Гроткопп · Торстен Маргис | Германия · Нико Вальтер · Кевин Куске · Александр Рёдигер · Эрик Франке | не присуждалась                         |

#### Женщины
| Дисциплина           | Золото                                  | Серебро                          | Бронза                                  |
| Двойки см. подробнее | Германия · Мариама Яманка · Лиза Буквиц | США · Элана Майерс · Лорен Гиббс | Канада · Кейли Хамфрис · Филисия Джордж |

## Место проведения соревнований
| Центр санных видов спорта «Альпензия» |
| ------------------------------------- |
|                                       |
| Вместимость: 5000                     |

## Расписание
Время местное (UTC+9)
| День    | Дата                    | Старт | Соревнование                     |
| ------- | ----------------------- | ----- | -------------------------------- |
| День 10 | Воскресенье, 18 февраля | 20:05 | Заезды 1 и 2, двойки (мужчины)   |
| День 11 | Понедельник, 19 февраля | 20:15 | Заезды 3 и 4, двойки (мужчины)   |
| День 12 | Вторник, 20 февраля     | 20:50 | Заезды 1 и 2, двойки (женщины)   |
| День 13 | Среда, 21 февраля       | 20:40 | Заезды 3 и 4, двойки (женщины)   |
| День 16 | Суббота, 24 февраля     | 9:30  | Заезды 1 и 2, четвёрки (мужчины) |
| День 17 | Воскресенье, 25 февраля | 9:30  | Заезды 3 и 4, четвёрки (мужчины) |

## Квалификация
По итогам квалификационных соревнований олимпийские лицензии получат 170 спортсменов (130 мужчин и 40 женщин), при этом максимальная квота для одного олимпийского комитета составит 19 спортсменов (13 мужчин и 6 женщин).